# La Lucerne-d’Outremer
La Lucerne-d’Outremer település Franciaországban, Manche megyében. Lakosainak száma 847 fő (2022. január 1.). La Lucerne-d’Outremer Le Grippon, Folligny, La Haye-Pesnel, Hocquigny, La Mouche, Saint-Jean-des-Champs, Saint-Pierre-Langers, Le Tanu és Sartilly-Baie-Bocage községekkel határos.

## Népesség
A település népességének változása:
| Lakosok száma | 695  | 632  | 621  | 790  | 861  | 838  | 780  | 772  | 781  | 847  |
|               | 1968 | 1982 | 1990 | 2006 | 2013 | 2015 | 2017 | 2019 | 2020 | 2022 |